# Kerékjártó Béla

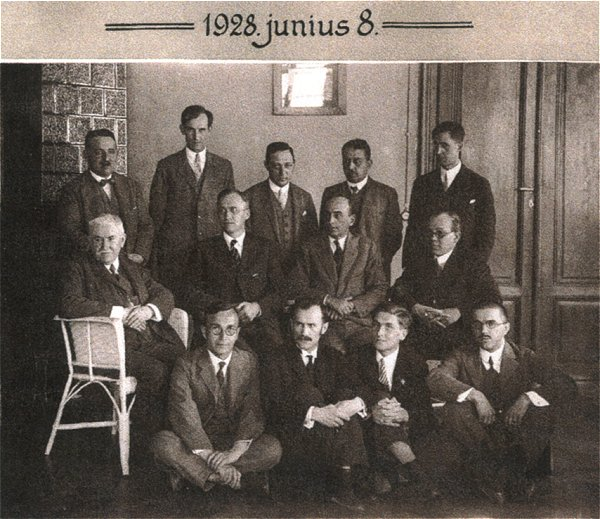
Az álló sorban balról a második személy Kerékjártó Béla

Vetsei Kerékjártó Béla (Budapest, 1898. október 1. – Gyöngyös, 1946. május 26.) matematikus, egyetemi tanár, MTA-tag (l. 1934, r. 1944), a topológia és a csoportelmélet nemzetközi hírű kutatója.

## Életpályája
Kerékjártó Károly és Hoecker Berta fia. A budapesti egyetemen folytatta tanulmányait, és öt félév után engedélyt kapott doktori értekezés benyújtására. 1920-ban avatták doktorrá, magántanári előadásait 1922-ben kezdte meg a szegedi egyetem Geometriai és Ábrázoló Geometriai tanszékén. 1929-ben a szegedi, majd 1938-ban a budapesti egyetem nyilvános rendes tanárává nevezték ki. Ebben az időszakban többször tartott előadást a göttingeni, a barcelonai, a princetoni egyetemeken és a Sorbonne-on. Az MTA 1934-ben levelező, 1944-ben rendes tagjává választotta, emellett több külföldi matematikai társulat tagja volt. 1945-ben a Magyar–Francia Társaság elnökévé választották. 1946 májusában hunyt el Gyöngyösön szívgyengeségben, tüdőgümőkórban.
Geometriai vizsgálatainak kiindulópontja a topológia és a csoportelmélet volt. Sok topológiai alaptétel származik tőle, más tételek igazolását pedig egyszerűsítette. Igen jelentős eredményekre vezetett, hogy a topológiát alkalmazta a matematika más területeinek, nevezetesen a geometriának, a függvénytannak és a csoportelméletnek a tanulmányozására. A topológiai leképezések szerkezetének vizsgálatait egy általa bevezetett fogalommal, a regularitással egységesítette, és újabb eredményekkel gyarapította. A Hilbert-féle axiómarendszer alapján foglalkozott a Bolyai–Lobacsevszkij-síkgeometria új megalapozásával is.

## Kötetei
- Vorlesungen über Topologie. Berlin, 1923. 270 p.
- A geometria alapjairól. 1. köt. Szeged, 1937. 304 p.; 2. köt. Budapest, 1944. 613 p.
- Les fondaments de la géometrie. 1. Budapest, 1955. 340 p.; 2. Paris—Budapest, 1966. 528 p.

## Tudományos közleményei
- Zűr Theorie dér mehrdeutigen stetigen Abbildungen. ld. Math. Z. 1920.
- Az analysis és a geometria topológiai alakjairól. ld. Acta Scientiarum Mathematicarum. Szeged, 1922.
- Hauptsatz dér Fláchentopologie bei unendlich hohen Zusammenhang. ld. Jahrb. Deutsch. Math. Verem 1923.
- On parametric representations of continuous surfaces. ld. Proc. Nat. Acad. Sci. Washington 1924.
- On a geometrical theory of continuous groups. 1—3. ld. Annals of Math. 1925, 1928. Mat. Termtud. Ért. 1927.
- Sur les familles de surfaces et decourbes. ld. C.R. Acad. Sci. Paris 1925.
- Involutions et surfaces continues. 1—2. ld. Acta Scientiarum Mathematicarum. Szeged, 1927.
- Note on the generál translation theorem of Brouwer. ld. Atti dél 6. Congr. Int. Math. Bologna 1928.
- Geometrische Theorie dér zwei- gliedrigen kontínuierlichen Gruppén. ld. Abhandl. Hamburg, Math. Sem. 1930.
- Sur le caractére topologique des représentations conformes. ld. C.R. Acad. Sci. Paris 1934.
- Topologische Charak- terisierung dér linearen Abbildungen. ld. Acta Scientiarum Mathematicarum. Szeged, 1934.
- Über reguláre Abbildungen von Fláchen in sich. ld. Acta Scientiarum Mathematicarum. Szeged, 1934.
- Démonstration nouvelle d’un théoréme de Klein et Poincaré. ld. Acta Scientiarum Mathematicarum. Szeged, 1935.
- Sur la structure des transformations topologique des surfaces en elles-mémes. ld. Enseignement Math. 1936.
- Nouvelle méthode d’édiíier la géometrie pláne de Bolyai et Lobatchefski. ld. Comment. Math. Helv. 1940.
- Sur la caractére topologique de groupe homographique de la sphére. ld. AMath 1941.
- Sur les groupes transitifs de la droite. ld. Acta Scientiarum Mathematicarum. Szeged, 1941.
- Sur le groupe des homographies et des antihomographies d’une variable complexe. ld. Comment. Math. Helv. 1940.
- Sur les groupes compacts de transformations topologique des surfaces. ld. AMath 1941.
- Über die dreigliedrigen integrierbaren Gruppén. ld. Math. Annalen 1942.[3]

## Tudományos tisztségei
- National Academy of Science (USA) Geometriai Biz. (1924—)
- National Research Council Geometriai Biz. (1924—) tag
- Société Royale des Sciences de Liége lev. tag (1937—)

## Társasági tagság
- Mathematikai és Physikai Társ.
- Deutsche Mathematiker Vereinigung
- American Mathematical Society
- Société Mathématique de Francé